# Parmentiera
Parmentiera é um género botânico pertencente à família Bignoniaceae.

## Espécies
Apresenta 15 espécies:
Parmentiera aculeata Parmentiera alata Parmentiera balduini
Parmentiera cereifera Parmentiera cerifera Parmentiera dressleri
Parmentiera edulis Parmentiera foliolosa Parmentiera lanceolata
Parmentiera macrophylla Parmentiera millspaughiana Parmentiera morii
Parmentiera parviflora Parmentiera stenocarpa Parmentiera trunciflora
Parmentiera valerii